# Picaflors de les Bismarck
El picaflors de les Bismarck (Dicaeum eximium) és un ocell de la família dels diceids (Dicaeidae).

## Hàbitat i distribució
Habita els boscos de l'Arxipèlag Bismarck.